# 후지사카역
후지사카역(일본어: 藤阪駅, ふじさかえき 후지사카에키[*])은 일본 오사카부 히라카타시에 위치한 서일본 여객철도의 역이다.

## 역 구조
섬식 승강장으로 1면 2선의 고가역으로 역사는 지상 형태로 승강장 아래에 설치되어 있다. 개찰구는 1개소만 존재하며, 서일본 여객철도 교통 서비스의 위탁 영업을 받고 있다. 이코카 및 제휴 교통 카드의 사용이 가능하다.

### 승강장
| 1 | ■ 갓켄토시 선 | 마쓰이야마테・기즈 방면 |
| 2 | ■ 갓켄토시 선 | 시조나와테・교바시 방면 |

## 역사
- 1979년 10월 1일: 개업
- 1987년 4월 1일: 민영화에 의해 서일본 여객철도의 소속이 되었다.
- 2003년 11월 1일: 이코카의 사용이 개시되었다.

## 인접정차역
| 서일본 여객철도 가타마치 선 | 서일본 여객철도 가타마치 선 | 서일본 여객철도 가타마치 선 |
| --------------------------- | --------------------------- | --------------------------- |
| 나가오 기즈 방면            | ■ 갓켄토시 선 구간쾌속·보통 | 쓰다 교바시 방면            |